# تستسنووکو
تستسنووکو (به لهستانی:  Cecenówko) یک روستا در لهستان است که در گمینا گوووچتسه واقع شده‌است. تستسنووکو ۴ نفر جمعیت دارد.